# ヴァリャーク (ミサイル巡洋艦・2代)
ヴァリャーク（ロシア語:Варягヴァリャーク）は、ロシア連邦のミサイル巡洋艦（Ракетный крейсер）である。1164.1号計画「アトラーント」型（スラヴァ級）ミサイル巡洋艦の3番艦。
艦名は「ワリャーク」とも表記される。

## 概要
ヴァリャークは、1979年7月31日にウクライナ共和国ニコラーエフの61コムナール記念工場で起工された。工場番号は2010で、建造当初の名称は「赤いウクライナ」という意味のチェルヴォナ・ウクライナ（Червона Украинаチルヴォーナ・ウクライーナ）であった。この名称は、第二次世界大戦で戦没した軽巡洋艦の名称を受け継いだものであった。チェルヴォナ・ウクライナは、1982年11月5日にはソ連海軍に登録され、1983年8月28日には進水、1989年12月25日には竣工した。
本艦は、艦対艦ミサイルが、2番艦までのP-500「バザーリト」に代わり、バザーリト改良型で射程700 kmのP-1000「ヴルカーン」が搭載されている。
1990年2月28日にはソ連海軍太平洋艦隊に編入された。ソ連が崩壊するとそのままロシア海軍に委譲された。しかし、ソ連の崩壊とウクライナの独立により「赤いウクライナ」という名称がイデオロギー的にも国際関係的にも好ましくない名称となったため、1996年2月9日にはヴァリャークと改称された。この名称は、建造が中止された重航空巡洋艦から譲り受け、日露戦争の殊勲艦を記念したものである。同艦は「親衛ミサイル巡洋艦」の称号を与えられた。ヴァリャークは、この年内にそれまで駐留していたカムチャツカ半島からウラジオストクへ回航され、ロシア海軍太平洋艦隊の旗艦となった。
親衛ミサイル巡洋艦ヴァリャークは、その後も積極的な活動を続けた。1996年7月のロシア海軍創設300周年記念観艦式においては、受閲部隊の旗艦を務める。1997年には大韓民国と日本を表敬訪問した。1999年に小規模な火災事故を起こし、ウラジオストクのダーリ・ザヴォートで修理された。
2001年には、ヴァリャークをモスクワ総主教のアレクシー2世が訪問した。2002年10月には日本の海上自衛隊の50周年記念国際観艦式に参加、東京湾を訪れた。さらに、2004年には先々代の巡洋艦ヴァリャークが参加し激戦の末沈没した仁川沖海戦100周年を記念して大韓民国を訪問した。この他、中華人民共和国をたびたび訪問している。
本艦の母港は、ウラジオストク近郊のストレロク（シュトコヴァ17）基地であるが、実際には、太平洋艦隊旗艦という性格上、ウラジオストクの太平洋艦隊司令部ビルの前の埠頭に、ウダロイ級駆逐艦4隻と共に停泊している事が多い。2006年春からはウラジオストク工廠でオーバーホールを開始し、2008年1月16日より海上テストを開始、2月9日付けで正式に艦隊へ復帰した。
2010年代以降も、積極的に演習航海を行っている。ウクライナ侵攻勃発後の2022年11月13日には、煙突に「Z」を大書しているのが確認された。

## ギャラリー

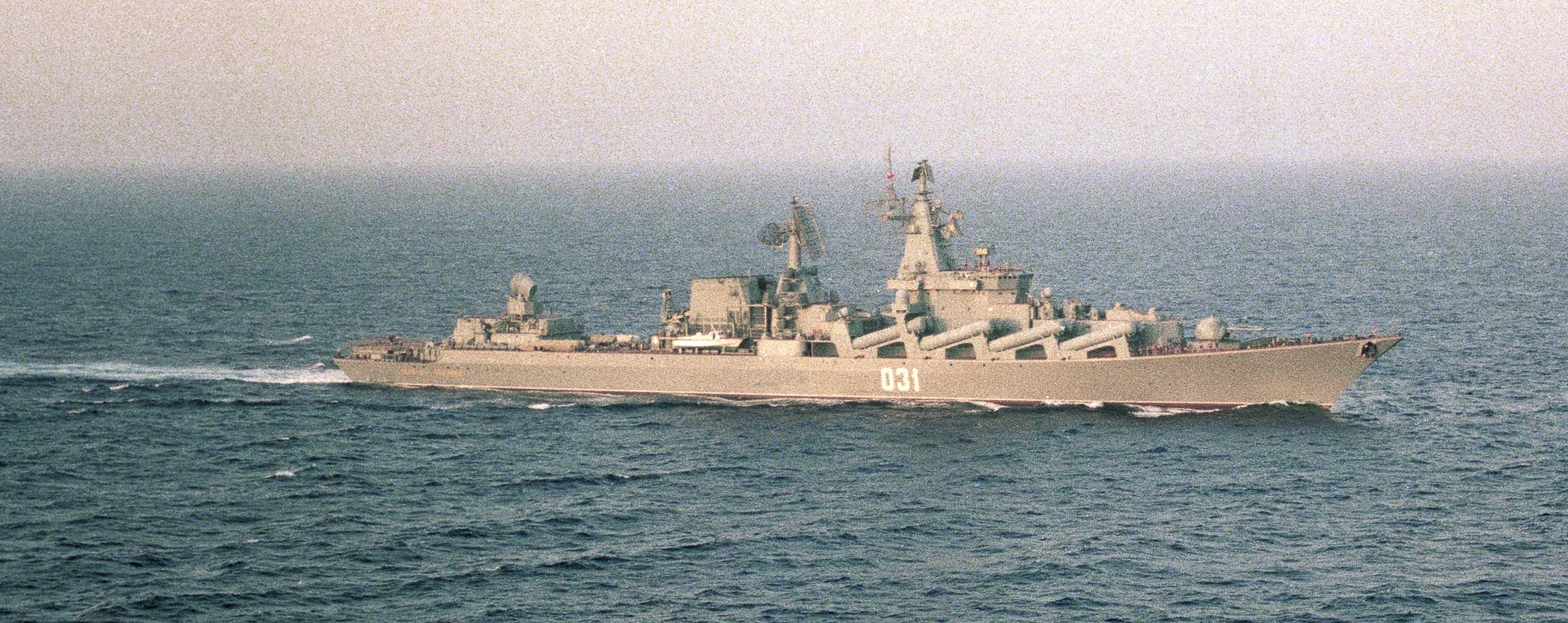
1990年1月1日のチェルヴォナ・ウクライナ。
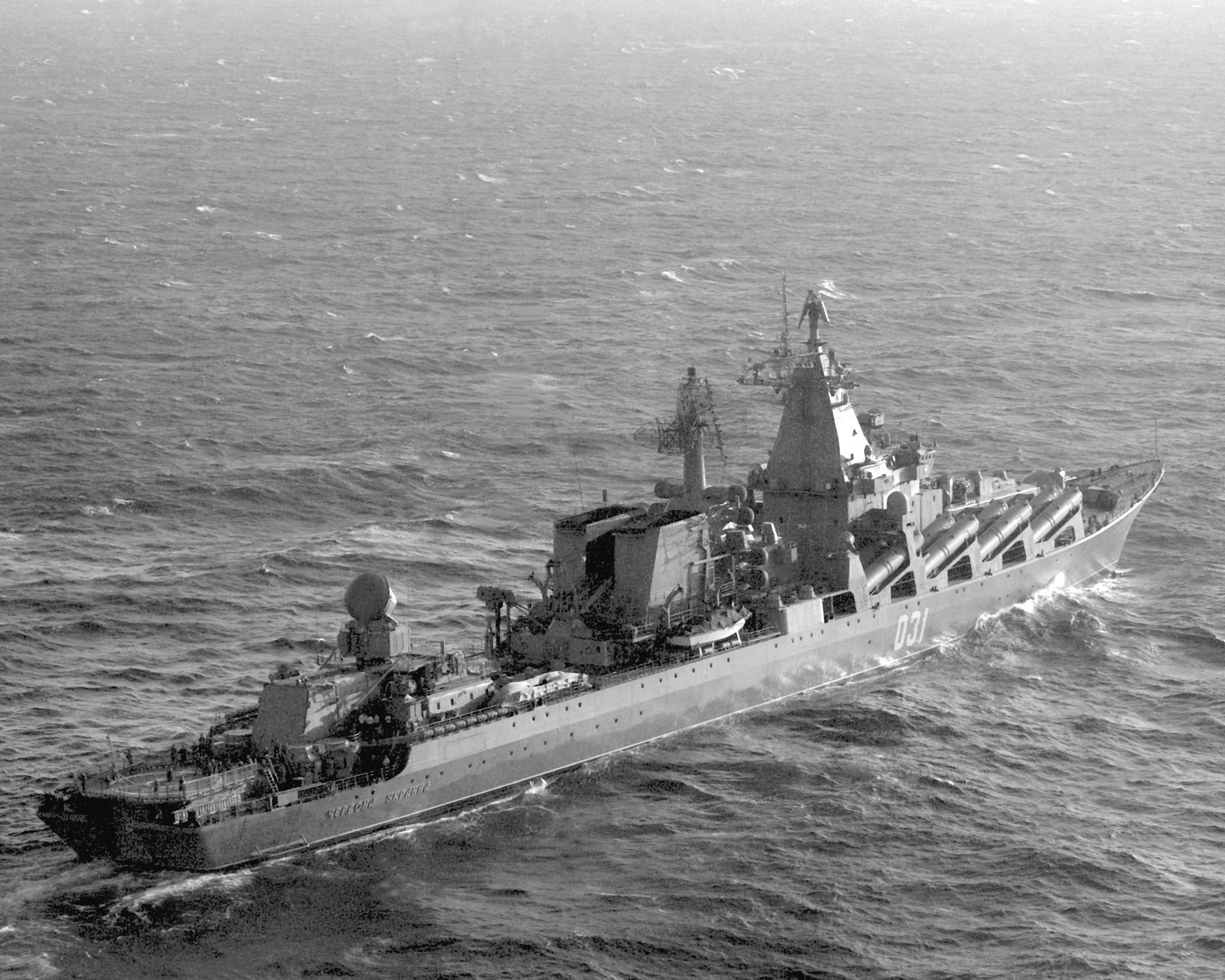
1990年9月29日に太平洋上で撮影されたチェルヴォナ・ウクライナ。
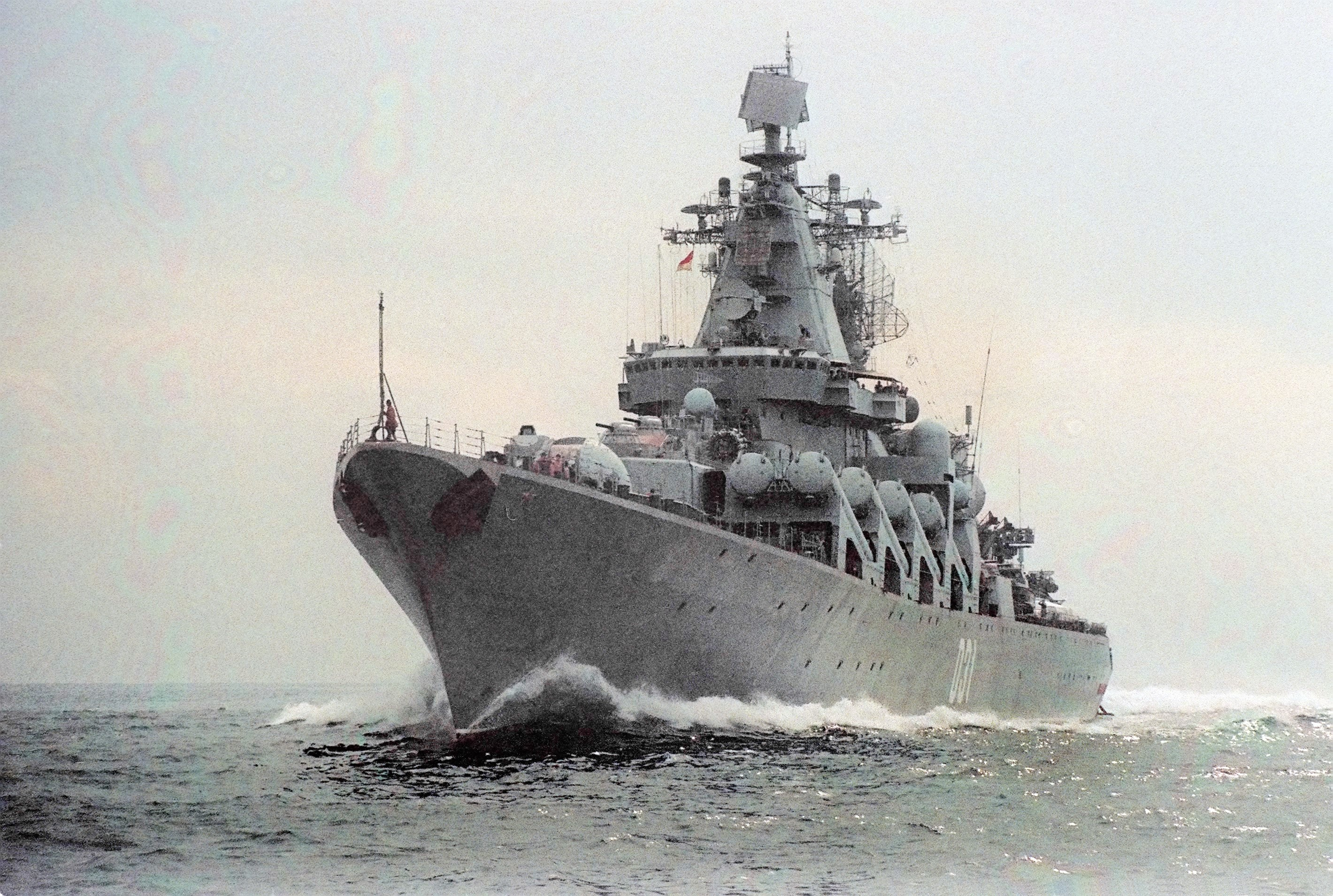
1990年10月1日、黒海から太平洋へ向かうチェルヴォナ・ウクライナ。
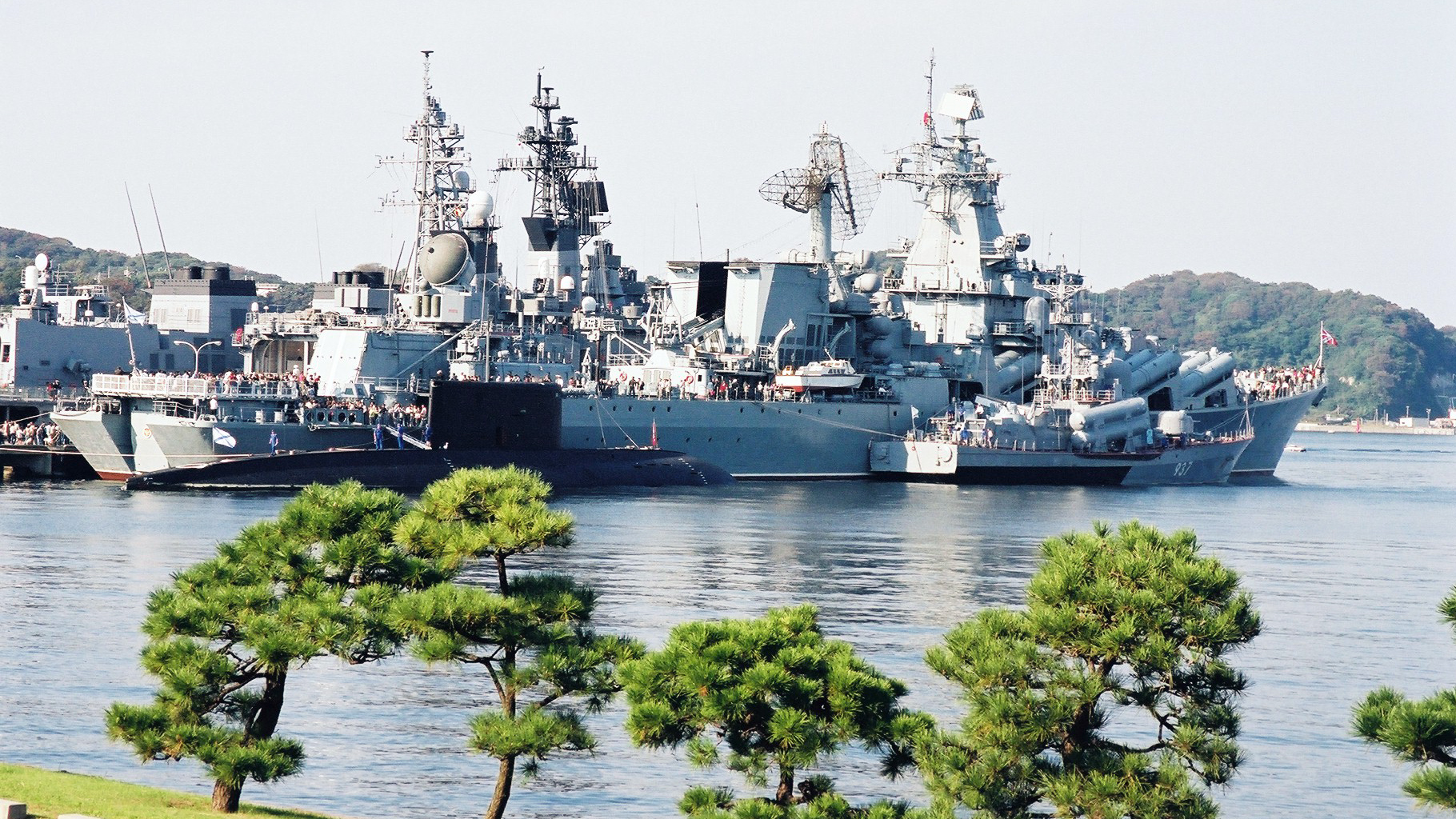
2002年10月14日、国際観艦式参加のため横須賀港に来航したヴァリャーク。
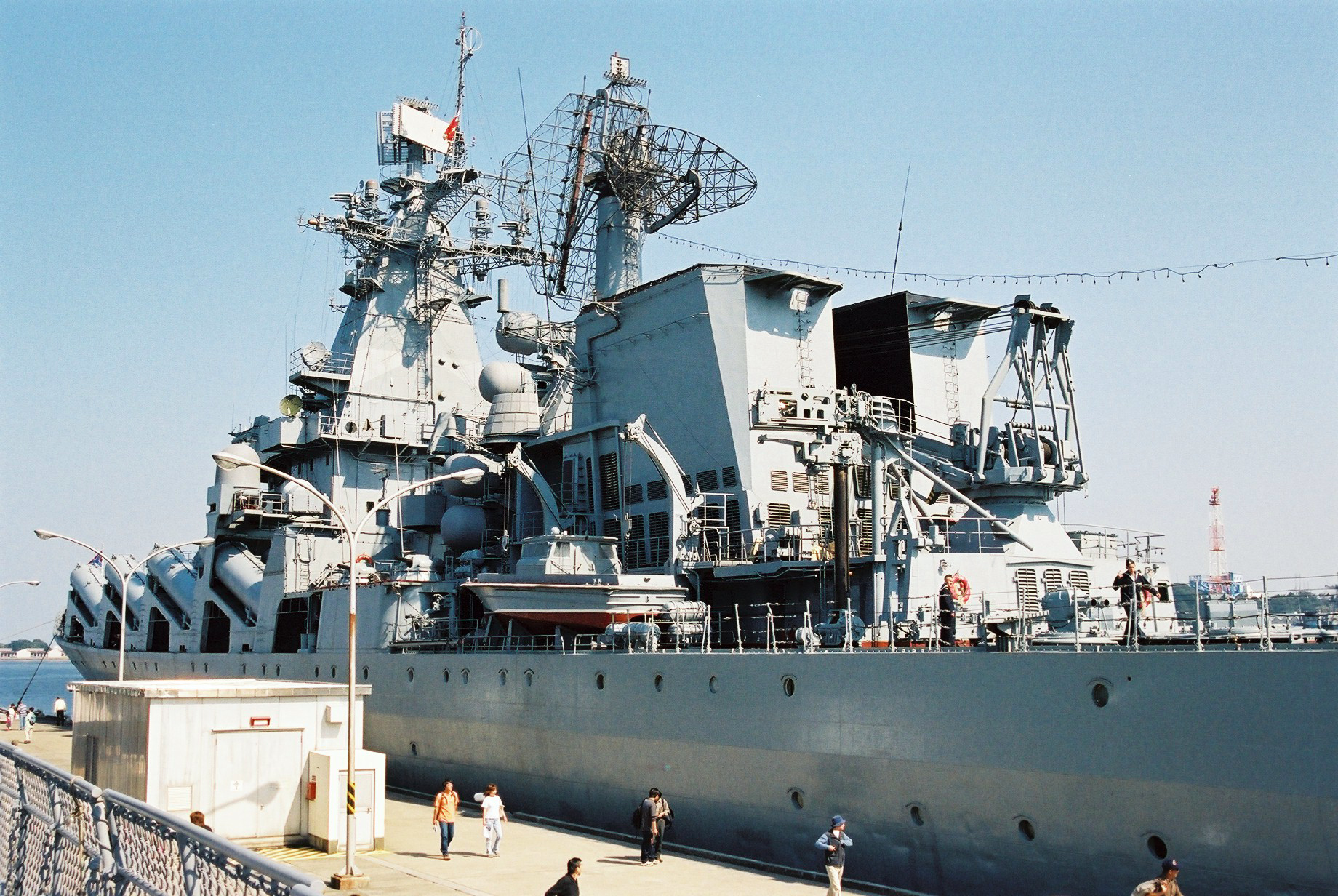
2002年10月14日、国際観艦式参加のため横須賀港に来航したヴァリャーク。
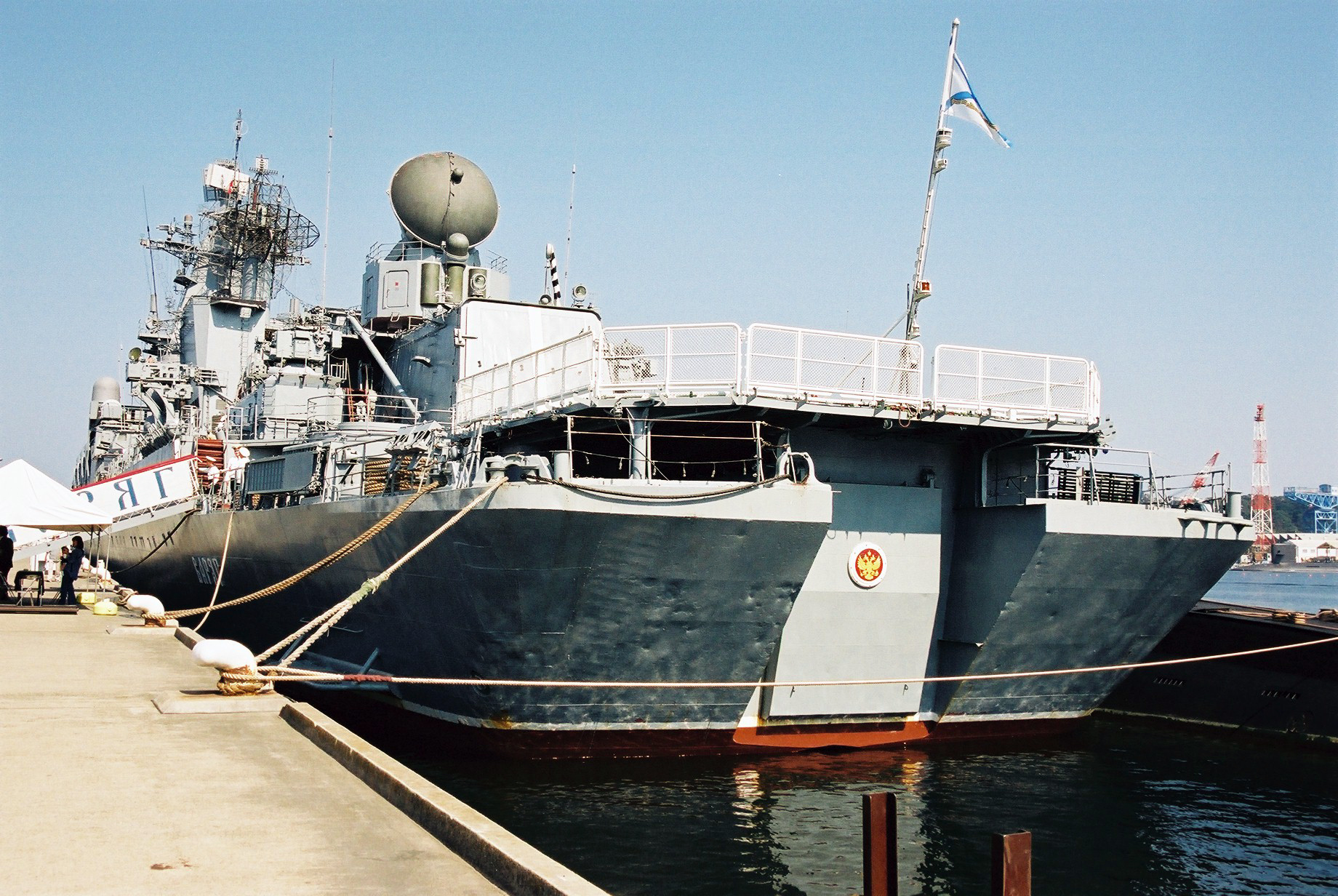
2002年10月14日、国際観艦式参加のため横須賀港に来航したヴァリャーク。
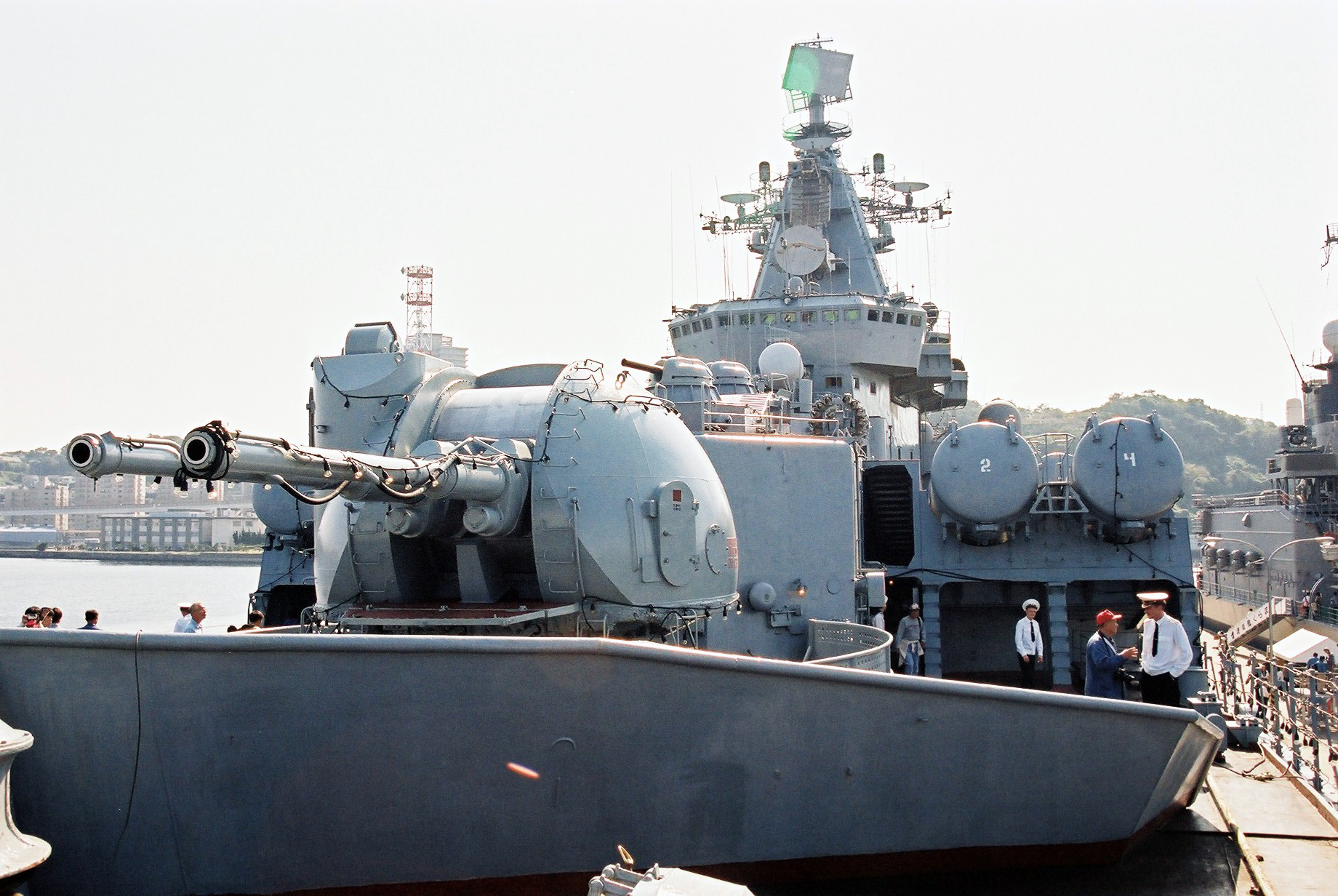
2002年10月14日、国際観艦式参加のため横須賀に来航したヴァリャーク。
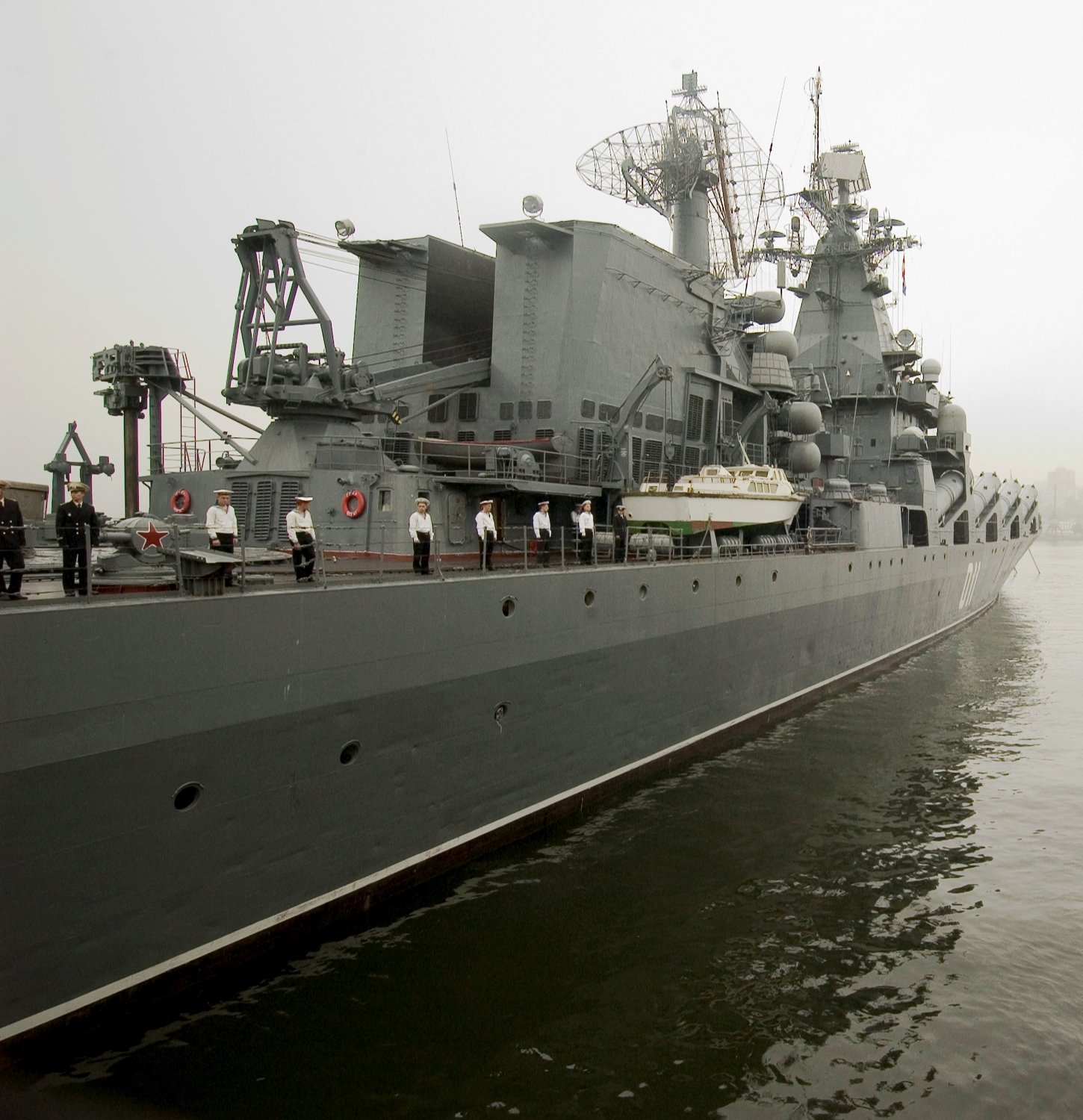
2005年7月1日、ウラジオストクでのヴァリャーク。
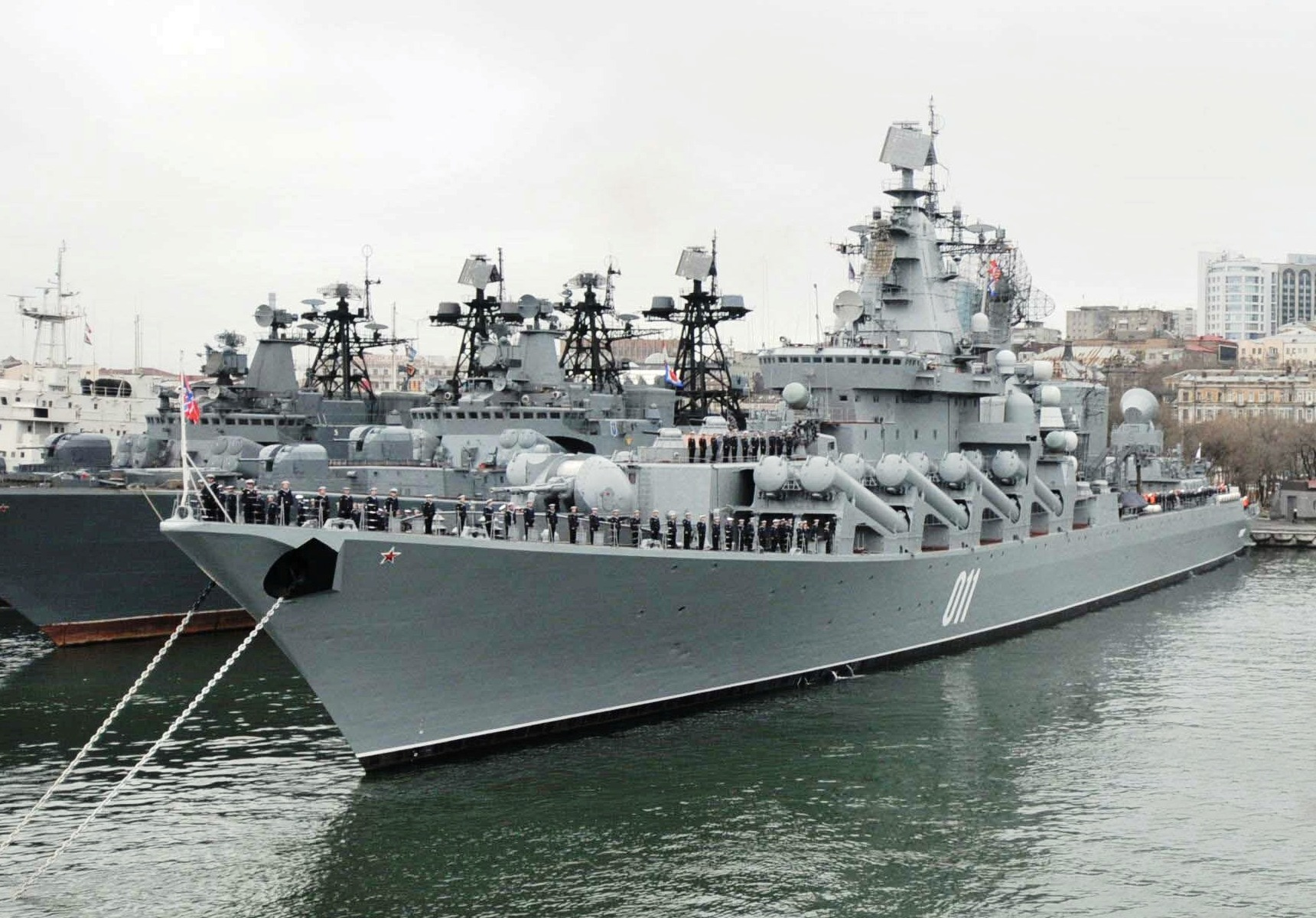
2010年5月7日、ウラジオストクでのヴァリャーク。

### 画像リンク
- ヴァリャークの2面図 （ロシア語）

### 解説リンク
- Ракетный крейсер проекта 1164.1 "Червона Украина" （ロシア語）
- Ракетный крейсер проект 1164 （ロシア語）
- Сайт «АТРИНА» • Ракетный крейсер пр.1164 «Атлант» типа «Слава», Slava class （ロシア語）
- Ракетный крейсер проекта 1164 （ロシア語）
- RusArmy.com - Ракетный крейсер проекта 1164 "Атлант" （ロシア語）
- Энциклопедия кораблей /Крейсера /1164 Слава （ロシア語）